# الاضطرابات الفلسطينية في مايو 1976
اندلعت موجة من الاضطرابات في جميع أنحاء الضفة الغربية وقطاع غزة في مايو 1976. بدأت الموجة بمظاهرات في الأول من مايو/أيار بمناسبة عيد العمال العالمي، قُتل خلالها أحد المتظاهرين الفلسطينيين. وتبعت هذه الموجة مظاهرات ضد الاحتلال الإسرائيلي خلال احتفالات يوم الاستقلال الإسرائيلي، وتفجير نفذه مسلحون فلسطينيون في القدس في 3 مايو/أيار لمحاولة تعطيل الاحتفالات، مما أدى إلى إصابة نحو ثلاثين شخصاً، معظمم إصاباتهم طفيفة. واستمرت موجة الاضطرابات حتى منتصف شهر مايو/أيار، عندما قتلت القوات الإسرائيلية ثلاثة متظاهرين فلسطينيين كانوا يتظاهرون ضد حظر التجول الذي كان لا يزال ساري المفعول، وذلك في ثلاثة أيام بين 16 و18 مايو/أيار.

## الخلفية

### الخلفية العامة
بعد انتصار إسرائيل في حرب 1967، احتلت إسرائيل الأراضي الفلسطينية، بما في ذلك الضفة الغربية. كان الاحتلال مثيرًا للجدل، حيث اتُهمت إسرائيل بانتهاك القانون الدولي، فضلاً عن ارتكاب انتهاكات لحقوق الإنسان والفصل العنصري ضد الفلسطينيين. كما عملت الحكومة الإسرائيلية بشكل نشط على تشجيع إنشاء ونمو المستوطنات الإسرائيلية في فلسطين. كما اتُهمت منظمة التحرير الفلسطينية، وهي جماعة مظلة تمثل أبرز الميليشيات الوطنية الفلسطينية المسلحة في النصف الثاني من القرن العشرين، ومعظمها يسارية وعلمانية، بارتكاب عدد من انتهاكات حقوق الإنسان وشن حملة إرهابية ضد الإسرائيليين.

### مقدمة
لقد ثبت أن النصف الأول من عام 1976 كان عامًا مضطربًا في إسرائيل وفلسطين. في شهر مارس/آذار، أثار تحرك الحكومة الإسرائيلية للاستيلاء على الأراضي المملوكة للمواطنين العرب في إسرائيل لتعزيز تهويد الجليل احتجاجات واسعة النطاق بين العرب الإسرائيليين والفلسطينيين في الأراضي المحتلة، والتي قُتل خلالها ستة عرب إسرائيليين برصاص جنود إسرائيليين. وفي منتصف شهر أبريل/نيسان، سُمح للفلسطينيين في الأراضي المحتلة بإجراء انتخابات محلية، مما أدى إلى فوز كبير للمرشحين التابعين لمنظمة التحرير الفلسطينية، وهي النتيجة التي جاءت بمثابة صدمة للحكومة الإسرائيلية. وسرعان ما بدأت الحكومة في تحذير المرشحين المنتخبين حديثًا من استخدام مناصبهم للتحدث عن الصراع الإسرائيلي الفلسطيني. وفي وقت لاحق من شهر أبريل/نيسان، اندلعت موجة من الاحتجاجات بين الفلسطينيين ردا على مسيرة عبر الضفة الغربية نظمتها جماعة غوش إيمونيم القومية اليمينية المتطرفة في أنحاء الضفة الغربية، مطالبة بالسماح لها ببناء مستوطنات غير قانونية على الأراضي الفلسطينية. وفي سياق الاحتجاجات، قُتل فلسطيني برصاص القوات الإسرائيلية.
كما تفاقمت التوترات بين الإسرائيليين والفلسطينيين خلال هذه الفترة بسبب المناقشات المستمرة حول مستوطنة كدوميم الإسرائيلية غير القانونية. تم إنشاء المستوطنة من قبل غوش إيمونيم في أواخر عام 1975، وحصلت على إذن مؤقت من الحكومة الإسرائيلية للبقاء في مكانها بعد أن هدد المستوطنون بمقاومة أي محاولة من قبل الحكومة لنقلهم بعنف. وفقًا لصحيفة نيويورك تايمز، أصبحت المستوطنة "القضية السياسية الرئيسية في إسرائيل. وتُوصف بأنها قنبلة موقوتة سياسية قد تنفجر بسهولة وتُسقط حكومة رئيس الوزراء إسحاق رابين "، في حين أنها قضية "أثارت تساؤلات حول السياسة الإسرائيلية العامة في الأراضي المحتلة". كما مثّل التمرد الفلسطيني بقيادة منظمة التحرير الفلسطينية في جنوب لبنان نقطة توتر مهمة، لا سيما أنه لعب دورًا هامًا في إشعال الحرب الأهلية اللبنانية عام 1975.

## الأحداث

### يوم العمال العالمي
بدأ شهر مايو/أيار 1976 بعنف في الصراع الإسرائيلي الفلسطيني. وبمناسبة يوم العمال العالمي، أقيمت عدة مظاهرات في مختلف أنحاء الأراضي الفلسطينية المحتلة، وحاولت القوات الإسرائيلية تفريقها، ونجحت في معظمها دون وقوع إصابات. وفي نابلس، قُتل شاب فلسطيني برصاص جنود الاحتلال أثناء تفريق المظاهرة، بعد أن ألقى الحجارة على الجنود. وفرض الجيش الإسرائيلي بعد ذلك حظر التجوال على مدينة نابلس، وكذلك على مدينة طولكرم.
وأثارت هذه الأحداث وحظر التجول استياءً بين الفلسطينيين في الأيام التي تلت ذلك، حيث شهدت عدة مظاهرات وإضرابات في المدارس. وفي الرابع من مايو/أيار، طلب رئيس بلدية نابلس بسام الشكعة رسميا من الجيش رفع حظر التجول المفروض على مدينته. رفض الجيش.

### يوم الاستقلال الإسرائيلي
وفي مساء يوم 3 مايو/أيار، فجر مسلحون فلسطينيون دراجة نارية مفخخة بالقرب من شارع بن يهودا في القدس، مما أدى إلى إصابة نحو ثلاثين شخصاً، بمن فيهم القنصل اليوناني في القدس، حيث أصيب أحدهم بجروح خطيرة بينما أصيب الباقون بجروح طفيفة. وكان القصف يهدف إلى تعطيل احتفالات يوم الاستقلال الإسرائيلي، الذي وافق الرابع من يوليو عام 1976. وفي وقت لاحق من تلك الليلة، أشعلت مجموعة من الإسرائيليين اليهود النار في عدة حافلات في حي يغلب عليه الطابع العربي في القدس كعمل انتقامي.
وفي أعقاب القصف، واستعدادًا ليوم الاستقلال، نشر الجيش الإسرائيلي قوات إضافية وفرض قيودًا صارمة على الحركة عبر الأراضي المحتلة، بما في ذلك إغلاق جسر اللنبي وجسر داميا المؤدي إلى الأردن، وإقامة حواجز على الطرق الرئيسية لتفتيش المركبات. تم تمديد حظر التجوال في نابلس وطولكرم. وفي يوم الاستقلال، حاول الفلسطينيون في بعض المدن تنظيم مظاهرات احتجاجية ضد الاحتلال المستمر، فتدخل الجيش الإسرائيلي لتفريقها، ما أدى إلى إصابة فلسطينيين اثنين أثناء محاولتهما ذلك. وفي وقت لاحق من ذلك اليوم، ألقى رابين خطابًا تعهد فيه "بالحفاظ على القانون والنظام العام" في الأراضي المحتلة.
وفي السادس من مايو/أيار، عقد وزير الدفاع الإسرائيلي شمعون بيريز اجتماعاً مع الشكعة ومجلس مدينة نابلس. وفي أعقاب الاجتماع، وافق بيريز على رفع حظر التجول جزئيًا على المدينة وإعادة فتح المدارس الثانوية التي أغلقت تدريجيًا لمنع احتجاجات الطلاب. أصيب أربعة فلسطينيين برصاص القوات الإسرائيلية في ذلك اليوم، أحدهم عندما فرّق الجيش مظاهرة ضد الاحتلال، واثنان بسبب هروبهما من الجنود الذين حاولوا منعهما من كسر حظر التجوال، وثالث هرب من الجنود الذين أمروه بالتوقف.

### إطلاق النار
هدأت الاضطرابات بين الفلسطينيين في الغالب على مدى الأيام العشرة التالية، ولكنها اشتعلت مرة أخرى في 15 مايو/أيار، عندما أطلق جنود إسرائيليون النار على ساق فتى فلسطيني يبلغ من العمر 16 عامًا في جنين بسبب انتهاكه حظر التجول الذي كان لا يزال ساريًا. وأدى إطلاق النار إلى موجة من الاحتجاجات في اليوم التالي، بما في ذلك الإضرابات التجارية في نابلس والقدس القدس الشرقية، فضلاً عن الإضرابات المدرسية في جميع أنحاء الضفة الغربية. وتحرك الجيش الإسرائيلي لتهدئة الوضع، فقام بتفريق المظاهرات وأمر أصحاب المحلات التجارية بإنهاء مشاركتهم في الإضرابات، وإلا فسوف يقوم الجيش بكسر أقفال محلاتهم وإجبارهم على فتحها.
في نابلس، أسفر تفريق الاحتجاجات مجددًا عن استشهاد فتاة فلسطينية، هي لينا حسن نابلسي، البالغة من العمر ستة عشر عامًا، وهي ابنة تاجر محلي بارز. قُتلت نابلسي برصاص جنود إسرائيليين على درج مبنى سكني. وزعم الجيش في البداية أنها قُتلت عن طريق الخطأ عندما أطلق الجنود طلقات تحذيرية لتفريق مجموعة من الشباب الذين كانوا يلقون الحجارة، ثم أعلن لاحقًا أنه سيفتح تحقيقًا في مقتلها. من ناحية أخرى، اتهم فلسطينيون في نابلس الجيش بمطاردتها إلى داخل مبنى شقتها بعد تفريق الاحتجاج وإطلاق النار عليها من مسافة قريبة. وقال أحد السكان الفلسطينيين في المبنى السكني الذي قتل فيه النابلسي للصحافيين إن الجندي الذي أطلق النار على النابلسي "هدد بإطلاق النار عليّ أيضًا إذا لم أصمت".
وقد أشعلت عملية القتل المزيد من المظاهرات في وقت لاحق من ذلك اليوم، حيث أصيب شابان فلسطينيان آخران بالرصاص في ذلك اليوم عندما فرق الجيش مظاهرة خارج منزل النابلسي. وفي 17 مايو/أيار، أعلن مجلس مدينة نابلس، بالإضافة إلى غرفة التجارة المحلية والعديد من المنظمات النسائية المحلية، إضرابًا عامًا احتجاجًا على وفاة النابلسي، ودعوا الأمم المتحدة إلى نشر قوات حفظ السلام في الضفة الغربية.
وبينما اندلعت المظاهرات في أنحاء الضفة الغربية في 17 نيسان/أبريل، قُتل شاب فلسطيني آخر، وهو المراهق عبد الله مصطفى حواس من شعفاط، برصاص جنود إسرائيليين. وزعم الجيش أن حواس كان ضمن مجموعة من الشباب قاموا بقطع الطريق وبدأوا في رشق مركبة عسكرية بالحجارة كانت متوقفة بواسطة المتاريس. وأعاد الجيش بعد ذلك فرض حظر التجوال الذي تم رفعه جزئيًا.
وفي 18 نيسان/أبريل، قُتل فلسطيني ثالث برصاص جنود إسرائيليين، وهو شاب يبلغ من العمر 21 عاماً في القدس الشرقية. وزعم الجيش الإسرائيلي أن الرجل كان جزءًا من مجموعة من الفلسطينيين الذين حاصروا مجموعة من الجنود في زقاق في البلدة القديمة في القدس وكانوا يرشقون الجنود بالحجارة والزجاجات.

### المزيد من الاضطرابات
استمرت الاضطرابات على مدار الأيام القليلة التالية، بما في ذلك اشتباك بين الطلاب في حرم الجامعة العبرية في القدس في 19 مايو/أيار. نظم الطلاب العرب الإسرائيليون في الجامعة مظاهرة احتجاجًا على استخدام الجيش للقوة في الأراضي المحتلة، ردّت عليها مجموعة من الطلاب اليهود الإسرائيليين بمظاهرة مضادة، وتبادل الطرفان في النهاية إطلاق النار. في 20 مايو/أيار، نفذ الجيش الإسرائيلي حملة اعتقالات واسعة طالت ستين فلسطينياً في القدس الشرقية، متهماً إياهم بالتحريض على أعمال شغب.
وبحلول نهاية الأسبوع 22–23 مايو/أيار، هدأت الاضطرابات إلى حد كبير.

## ردود الفعل
صرح رئيس بلدية طولكرم حلمي حنون بأنه "لن تنتهي هذه المظاهرات ما دام الإسرائيليون يبنون المستوطنات اليهودية على أراضينا".
رفض وزير الشرطة شلومو هيلل الدعوات الموجهة للجيش الإسرائيلي لوقف نشر قواته لمواجهة الاحتجاجات الفلسطينية، قائلاً: "إذا اعتمدنا مثل هذه السياسة، فسنفقد السيطرة على الوضع". اتهم الممثل الدائم لإسرائيل لدى الأمم المتحدة، حاييم هرتسوغ، وسائل الإعلام الدولية بتغطية غير متوازنة للاضطرابات، مدعياً أنها حظيت بتغطية أكبر من الاضطرابات المستمرة في أيرلندا الشمالية والحرب الأهلية اللبنانية، قائلاً: "عندما تسعى إسرائيل جاهدة للحفاظ على القانون والنظام، وتُسفر للأسف عن سقوط ضحية واحدة، يصبح الأمر قصة دولية رئيسية، بينما عندما تُدمر دولة، يُهمّش الموضوع إلى مكانة ثانوية نسبياً في وسائل الإعلام لأنه لم يعد خبراً". صرّح زعيم حزب الليكود وزعيم المعارضة في الكنيست، مناحيم بيغن، بأن الضفة الغربية "أرضنا بالحق"، متهماً منظمة التحرير الفلسطينية بالتحريض على الاضطرابات، قائلاً إن على إسرائيل وحلفائها "منع إنشاء قاعدة سوفيتية في "دولة عرفات" في قلب الشرق الأوسط".
ذكرت صحيفة نيويورك تايمز الأميركية في افتتاحيتها أنه "لا توجد طريقة موضوعية – ولا فائدة عملية كبيرة – في تحديد المسؤولية عن الحوادث الدموية في الضفة الغربية"، وقالت إن القوات الإسرائيلية المتسرعة والشباب الفلسطيني الفوضوي يمكن إلقاء اللوم عليهما في الاضطرابات، ولكن "الحقيقة الوحيدة المؤكدة هي أن العرب والإسرائيليين يغازلون الكارثة في اعتمادهم على المواجهة القوية لإثبات وجهات نظرهم السياسية".
خلال الاضطرابات التي اندلعت في شهر مايو/أيار الماضي، أثير جدل واسع بين وسائل الإعلام بعد أن اتهمت الحكومة الإسرائيلية شبكات الأخبار الدولية بدفع أموال للفلسطينيين لتنظيم المظاهرات. وزعم المندوب الدائم لإسرائيل لدى الأمم المتحدة حاييم هيرتزوج أن الشباب الفلسطيني يتقاضون 300 دولار لإقامة الحواجز وحرق الإطارات في الطرق. وجاءت الاتهامات بعد أن ألقى الجيش القبض على مراسل شبكة إن بي سي نيوز أفروم زاريتسكي، واحتجزه وطاقم الكاميرا الخاص به لمدة ست ساعات، متهماً إياهم بالتصوير في منطقة عسكرية مغلقة. وقد نفت المؤسسات الإعلامية في إسرائيل وفلسطين هذه الاتهامات بشدة. وكتب إسحاق شارجيل من وكالة الأنباء اليهودية أن الاتهامات "لا يمكن إثباتها"، ولكن من الواضح أن "سحب الدخان الأسود، وعبوات البنزين المشتعلة، توفر نوع المادة التصويرية التي تزدهر عليها البرامج التلفزيونية".

## العواقب
في منتصف أغسطس 1976، أعلن الجيش الإسرائيلي أنه سيحاكم عسكريًا الجندي الذي أطلق النار على لينا النابلسي بتهمة الإهمال.